# El Retiro, Colombia
El Retiro är en ort i Colombia.   Den ligger i departementet Antioquía, i den centrala delen av landet, 220 km nordväst om huvudstaden Bogotá. El Retiro ligger 2 166 meter över havet och antalet invånare är 7 941.
Terrängen runt El Retiro är huvudsakligen kuperad. El Retiro ligger nere i en dal. Runt El Retiro är det tätbefolkat, med 383 invånare per kvadratkilometer. Närmaste större samhälle är Itagüí, 17,6 km nordväst om El Retiro. I omgivningarna runt El Retiro växer i huvudsak städsegrön lövskog.